# السعودية في الألعاب الأولمبية الصيفية 2020
شاركت المملكة العربية السعودية في الألعاب الأولمبية الصيفية 2020، التي أُقيمت في طوكيو، اليابان، خلال الفترة من 23 يوليو حتى 8 أغسطس 2021، بعد أن تم تأجيلها لمدة عام بسبب جائحة فيروس كورونا. وكانت هذه المشاركة هي الثانية عشر في تاريخ مشاركات السعودية في الألعاب الأولمبية الصيفية.

## الرياضات المشاركة
شارك وفد المملكة بـ33 لاعبًا ولاعبة في تسع رياضات، هي: كرة القدم، ألعاب القوى، الكاراتيه، الجودو، الرماية، السباحة، رفع الأثقال، كرة الطاولة، والتجديف.

## الميداليات
| ذهبية | فضية | برونزية | المجموع |
| ----- | ---- | ------- | ------- |
| 0     | 1    | 0       | 1       |

## الميداليات حسب الرياضة
| الرياضة   | ذهبية | فضية | برونزية | المجموع |
| --------- | ----- | ---- | ------- | ------- |
| الكاراتيه | 0     | 1    | 0       | 1       |

## نتائج بارزة
- حصل طارق حامدي على الميدالية الفضية في منافسات الكاراتيه وزن +75 كجم، وهي أول ميدالية أولمبية سعودية في هذه الرياضة.

## كرة القدم
تأهل المنتخب الأولمبي السعودي بعد وصوله إلى نهائي بطولة آسيا تحت 23 سنة 2020. شارك المنتخب ضمن المجموعة الرابعة.
| المرحلة       | الخصم      | النتيجة   | التاريخ       |
| ------------- | ---------- | --------- | ------------- |
| دور المجموعات | ساحل العاج | خسارة 2–1 | 22 يوليو 2021 |
| دور المجموعات | ألمانيا    | خسارة 3–2 | 25 يوليو 2021 |
| دور المجموعات | البرازيل   | خسارة 3–1 | 28 يوليو 2021 |

## قائمة اللاعبين
| رقم | اللاعب           | المركز    | النادي |
| --- | ---------------- | --------- | ------ |
| 1   | أمين بخاري       | حارس مرمى | النصر  |
| 2   | محمد الربيعي     | حارس مرمى | الأهلي |
| 3   | زيد البواردي     | حارس مرمى | الشباب |
| 4   | سعود عبد الحميد  | مدافع     | الهلال |
| 5   | حمد اليامي       | مدافع     | الهلال |
| 6   | خليفة الدوسري    | مدافع     | الهلال |
| 7   | عبد الإله العمري | مدافع     | النصر  |
| 8   | عبد الباسط هندي  | مدافع     | الأهلي |
| 9   | عبد الله حسون    | مدافع     | الأهلي |
| 10  | ياسر الشهراني    | مدافع     | الهلال |
| 11  | سلمان الفرج      | وسط       | الهلال |
| 12  | علي الحسن        | وسط       | النصر  |
| 13  | مختار علي        | وسط       | النصر  |
| 14  | سامي النجعي      | وسط       | النصر  |
| 15  | عبد الرحمن غريب  | وسط       | الأهلي |
| 16  | أيمن الخليف      | وسط       | الوحدة |
| 17  | تركي العمار      | وسط       | الشباب |
| 18  | خالد الغنام      | وسط       | النصر  |
| 19  | أيمن يحيى        | وسط       | النصر  |
| 20  | سالم الدوسري     | وسط       | الهلال |
| 21  | عبد الله الحمدان | مهاجم     | الهلال |
| 22  | ناصر العمران     | وسط       | الشباب |

## مسابقات الرجال
- مازن الياسين – سباق 400 متر.[1]
- حسين علي رضا – التجديف.
- سعيد المطيري – الرماية.
- سراج آل سليم ومحمود آل حميد – رفع الأثقال.
- علي الخضراوي – كرة الطاولة.
- يوسف بوعريش – السباحة.

## مسابقات السيدات
- ياسمين الدباغ – سباق 100 متر.
- تهاني القحطاني – الجودو.